# Olya Ivanisevic
Olya Ivanisevic  (28 de abril de 1988) es una modelo serbia. Ha aparecido en la portada de "Flair" Italia (abril de 2008), "Marie Claire" (noviembre de 2008), "Velvet" (noviembre de 2009); y de Elle Serbia (mayo de 2010).